# Église Saint-Paul de Worms
Pour les articles homonymes, voir Église Saint-Paul.
L'église Saint-Paul à Worms est une des plus anciennes église de la ville. Elle a plus de mille ans d'histoire mouvementée. Aujourd'hui, c'est l'église du couvent dominicain de Worms.
Le portail ouest en bronze est une copie un peu réduite par manque de place, réalisée en 1881, de la porte de Bernward romane de la cathédrale de Hildesheim.

## Sources
- (de) Cet article est partiellement ou en totalité issu de l’article de Wikipédia en allemand intitulé « Pauluskirche (Worms) » (voir la liste des auteurs).